# جمعية الهلال الأحمر السوداني
تأسست جمعية الهلال الأحمر السوداني سنة 1923م كفرع للصليب الاحمر البريطاني فرع السودان وذلك في مدينة عطبرة بشمال السودان
ثم في 1956 تأسست جمعية الهلال الاحمر السوداني بقرار مجلس الوزراء رقم (869) للعام 1956
، وتهدف لدعم وعلاج المرضى السودانيين، وتخفيف معاناتهم.

## وصلات خارجية
- Sudanese Red Crescent Society website
- Official Red Cross Web Site